# Elezioni parlamentari in Guinea Equatoriale del 2017
Le elezioni parlamentari in Guinea Equatoriale del 2017 si sono tenute il 12 novembre per il rinnovo del Parlamento (Camera dei deputati e Senato).

## Risultati
| Liste                                        | Voti    | %     | Seggi  | Seggi  |
| Liste                                        | Voti    | %     | Camera | Senato |
| -------------------------------------------- | ------- | ----- | ------ | ------ |
| Partito Democratico della Guinea Equatoriale |         | 92,00 | 99     | 55     |
| Cittadini per l'Innovazione                  |         | 5,77  | 1      | -      |
| Juntos Podemos (CPDS - UCD)                  |         | 2,23  | -      | -      |
| Membri designati                             | N.D.    | N.D.  | N.D.   | 15     |
| Totale                                       | 272.022 |       | 100    | 70     |